# Obila anguinata
Obila anguinata là một loài bướm đêm trong họ Geometridae.